# Conte di Inverness
Il titolo di conte di Inverness (in gaelico scozzese Iarla Inbhir Nis) fu creato per la prima volta nel 1718 fra la parìa giacobita di Scozia, insieme con i titoli di visconte di Innerpaphrie e signore Cromlix e Erne, da Giacomo Francesco Edoardo Stuart ("Giacomo III e VIII") per l'onorevole John Hay di Cromlix, terzo figlio maschio del VII conte di Kinnoull. Fu creato duca di Inverness nel 1727, ma entrambi i titoli si estinsero alla morte del beneficiario nel 1740.
Fu creato poi diverse volte fra i pari del Regno Unito, ogni volta come titolo sussidiario per un membro della famiglia reale. Fu creato per prima nel 1801 come titolo sussidiario per il principe Augusto Federico, duca di Sussex, sesto figlio maschio di Giorgio III del Regno Unito, estinguendosi nel 1843. Alla seconda moglie di Sussex (che egli aveva sposato in violazione del Royal Marriages Act 1772) fu dato il titolo di duchessa di Inverness, che si estinse alla sua morte nel 1873.
La successiva creazione fu per il principe Giorgio (poi Giorgio V), secondo figlio maschio di Alberto Edoardo, principe del Galles (poi Edoardo VII) e nipote della regina Vittoria, titolo sussidiario al ducato di York. Poiché il principe diventò re nel 1910, succedendo al padre, i suoi titoli si fusero alla corona.
Il titolo fu creato nuovamente nel 1920 come titolo sussidiario per il principe Alberto (secondo figlio maschio di Giorgio V), creato allo stesso tempo duca di York. Anche in questo caso il titolo si fuse alla corona quando Alberto successe al fratello nel 1936 diventando re Giorgio VI.
Il titolo è stato creato una quarta volta nel 1986 come titolo sussidiario per il secondo figlio maschio di Elisabetta II, Andrea, duca di York.

## Conti di Inverness, prima creazione (1801)
- principe Augusto Federico, duca di Sussex (1773–1843)

## Conti di Inverness, seconda creazione (1892)
- principe Giorgio, duca di York (1865–1936), diventa re nel 1910

## Conti di Inverness, terza creazione (1920)
- principe Alberto, duca di York (1895–1952), diventa re nel 1936

## Conti di Inverness,Quarta creazione (1986)
- Andrea, duca di York (nato nel 1960)